# Liste der Kulturdenkmäler in Gemünden (Felda)
Die folgende Liste enthält die in der Denkmaltopographie ausgewiesenen Kulturdenkmäler auf dem Gebiet  der Gemeinde Gemünden (Felda), Vogelsbergkreis, Hessen.
Hinweis: Die Reihenfolge der Denkmäler in dieser Liste orientiert sich zunächst an Ortsteilen und anschließend der Anschrift, alternativ ist sie auch nach der Bezeichnung oder der Bauzeit sortierbar.
Kulturdenkmäler werden fortlaufend im Denkmalverzeichnis des Landes Hessen durch das Landesamt für Denkmalpflege Hessen auf Basis des Hessischen Denkmalschutzgesetzes (HDSchG) geführt. Die Schutzwürdigkeit eines Kulturdenkmals hängt nicht von der Eintragung in das Denkmalverzeichnis des Landes Hessen oder der Veröffentlichung in der Denkmaltopographie ab.

Die Kulturdenkmäler der Gemeinde Gemünden (Felda) sind in eigenen Listen der Ortsteile enthalten:
- Liste der Kulturdenkmäler in Burg-Gemünden
- Liste der Kulturdenkmäler in Ehringshausen (Gemünden)
- Liste der Kulturdenkmäler in Elpenrod
- Liste der Kulturdenkmäler in Hainbach (Gemünden)
- Liste der Kulturdenkmäler in Nieder-Gemünden
- Liste der Kulturdenkmäler in Otterbach (Gemünden)
- Liste der Kulturdenkmäler in Rülfenrod

Die bisher bekannten Bau- und Kunstdenkmäler hat das Landesamt für Denkmalpflege Hessen in sogenannten Arbeitslisten erfasst. Den Arbeitslisten liegen Erkenntnisse aus Akten, Ortsbegehungen und Denkmalinventaren, jedoch keine neuere systematische Forschung, zugrunde. Die Benehmensherstellung mit der Gemeinde gemäß § 11 Abs. 1 HDSchG ist noch nicht erfolgt.